# Kvalspelet till Europamästerskapet i fotboll 1972 (grupp 3)
Kvalspelet till Europamästerskapet i fotboll 1972 (grupp 3) spelades mellan den 11 oktober 1970 och 1 december 1971

## Tabell
| Nr | Lag ( )  | S | V | O | F | GM | IM | MS  | P  |
| -- | -------- | - | - | - | - | -- | -- | --- | -- |
| 1  | England  | 6 | 5 | 1 | 0 | 15 | 3  | +12 | 11 |
| 2  | Schweiz  | 6 | 4 | 1 | 1 | 12 | 5  | +7  | 9  |
| 3  | Grekland | 6 | 1 | 1 | 4 | 3  | 8  | −5  | 3  |
| 4  | Malta    | 6 | 0 | 1 | 5 | 2  | 16 | −14 | 1  |

## Matcher
|             | 11 oktober 1970 | Malta               | 1 – 1           | Grekland                   | Empire Stadium | |
| 15:00 UTC+1 | 15:00 UTC+1     | Willie Vassallo 66′ | (0 – 0) Rapport | 80′ Michalis Kritikopoulos | Gżira Publik: 15 000<refname="Rsssf">{{Webbref\|url=http://www.rsssf.com/tables/72e-fulldet.html%7Ctitel=EuropeanChampionship1 972(Details)\|hämtdatum=9juli2 017\|utgivare=Rsssf}}</ref> Domare: Rosario Lo Bello (Italien) | Gżira Publik: 15 000<refname="Rsssf">{{Webbref\|url=http://www.rsssf.com/tables/72e-fulldet.html%7Ctitel=EuropeanChampionship1 972(Details)\|hämtdatum=9juli2 017\|utgivare=Rsssf}}</ref> Domare: Rosario Lo Bello (Italien) |
| 15:00 UTC+1 | 15:00 UTC+1     |                     |                 |                            | Gżira Publik: 15 000<refname="Rsssf">{{Webbref\|url=http://www.rsssf.com/tables/72e-fulldet.html%7Ctitel=EuropeanChampionship1 972(Details)\|hämtdatum=9juli2 017\|utgivare=Rsssf}}</ref> Domare: Rosario Lo Bello (Italien) | Gżira Publik: 15 000<refname="Rsssf">{{Webbref\|url=http://www.rsssf.com/tables/72e-fulldet.html%7Ctitel=EuropeanChampionship1 972(Details)\|hämtdatum=9juli2 017\|utgivare=Rsssf}}</ref> Domare: Rosario Lo Bello (Italien) |
| 15:00 UTC+1 | 15:00 UTC+1     |                     |                 |                            | Gżira Publik: 15 000<refname="Rsssf">{{Webbref\|url=http://www.rsssf.com/tables/72e-fulldet.html%7Ctitel=EuropeanChampionship1 972(Details)\|hämtdatum=9juli2 017\|utgivare=Rsssf}}</ref> Domare: Rosario Lo Bello (Italien) | Gżira Publik: 15 000<refname="Rsssf">{{Webbref\|url=http://www.rsssf.com/tables/72e-fulldet.html%7Ctitel=EuropeanChampionship1 972(Details)\|hämtdatum=9juli2 017\|utgivare=Rsssf}}</ref> Domare: Rosario Lo Bello (Italien) |

|             | 16 december 1970 | Grekland | 0 – 1           | Schweiz         | Karaiskakis-stadion                                                            |                                                                                |
| 15:00 UTC+2 | 15:00 UTC+2      |          | (0 – 0) Rapport | 85′ Kurt Müller | Aten Publik: 38 000<refname="Rsssf"/> Domare: Milivoje Gugulovic (Jugoslavien) | Aten Publik: 38 000<refname="Rsssf"/> Domare: Milivoje Gugulovic (Jugoslavien) |
| 15:00 UTC+2 | 15:00 UTC+2      |          |                 |                 | Aten Publik: 38 000<refname="Rsssf"/> Domare: Milivoje Gugulovic (Jugoslavien) | Aten Publik: 38 000<refname="Rsssf"/> Domare: Milivoje Gugulovic (Jugoslavien) |
| 15:00 UTC+2 | 15:00 UTC+2      |          |                 |                 | Aten Publik: 38 000<refname="Rsssf"/> Domare: Milivoje Gugulovic (Jugoslavien) | Aten Publik: 38 000<refname="Rsssf"/> Domare: Milivoje Gugulovic (Jugoslavien) |

|             | 20 december 1970 | Malta                     | 1 – 2           | Schweiz                                  | Empire Stadium                                                          |                                                                         |
| 14:30 UTC+1 | 14:30 UTC+1      | Eddie Theobald 55′ (str.) | (0 – 0) Rapport | 49′ René-Pierre Quentin 57′ Fritz Künzli | Gżira Publik: 8 000<refname="Rsssf"/> Domare: Gotcho Russev (Bulgarien) | Gżira Publik: 8 000<refname="Rsssf"/> Domare: Gotcho Russev (Bulgarien) |
| 14:30 UTC+1 | 14:30 UTC+1      |                           |                 |                                          | Gżira Publik: 8 000<refname="Rsssf"/> Domare: Gotcho Russev (Bulgarien) | Gżira Publik: 8 000<refname="Rsssf"/> Domare: Gotcho Russev (Bulgarien) |
| 14:30 UTC+1 | 14:30 UTC+1      |                           |                 |                                          | Gżira Publik: 8 000<refname="Rsssf"/> Domare: Gotcho Russev (Bulgarien) | Gżira Publik: 8 000<refname="Rsssf"/> Domare: Gotcho Russev (Bulgarien) |

|             | 3 februari 1971 | Malta | 0 – 1           | England           | Empire Stadium                                                                 |                                                                                |
| 15:00 UTC+1 | 15:00 UTC+1     |       | (0 – 1) Rapport | 35′ Martin Peters | Gżira Publik: 29 751<refname="Rsssf"/> Domare: Ferdinand Marschall (Österrike) | Gżira Publik: 29 751<refname="Rsssf"/> Domare: Ferdinand Marschall (Österrike) |
| 15:00 UTC+1 | 15:00 UTC+1     |       |                 |                   | Gżira Publik: 29 751<refname="Rsssf"/> Domare: Ferdinand Marschall (Österrike) | Gżira Publik: 29 751<refname="Rsssf"/> Domare: Ferdinand Marschall (Österrike) |
| 15:00 UTC+1 | 15:00 UTC+1     |       |                 |                   | Gżira Publik: 29 751<refname="Rsssf"/> Domare: Ferdinand Marschall (Österrike) | Gżira Publik: 29 751<refname="Rsssf"/> Domare: Ferdinand Marschall (Österrike) |

|             | 21 april 1971 | Schweiz                                                                                         | 5 – 0           | Malta | Stadion Allmend                                                             |                                                                             |
| 19:45 UTC+1 | 19:45 UTC+1   | Rolf Blättler 14′ Fritz Künzli 17′ René-Pierre Quentin 26′ Roland Citherlet 28′ Kurt Müller 30′ | (5 – 0) Rapport |       | Luzern Publik: 18 000<refname="Rsssf"/> Domare: Gunnar Michaelsen (Danmark) | Luzern Publik: 18 000<refname="Rsssf"/> Domare: Gunnar Michaelsen (Danmark) |
| 19:45 UTC+1 | 19:45 UTC+1   |                                                                                                 |                 |       | Luzern Publik: 18 000<refname="Rsssf"/> Domare: Gunnar Michaelsen (Danmark) | Luzern Publik: 18 000<refname="Rsssf"/> Domare: Gunnar Michaelsen (Danmark) |
| 19:45 UTC+1 | 19:45 UTC+1   |                                                                                                 |                 |       | Luzern Publik: 18 000<refname="Rsssf"/> Domare: Gunnar Michaelsen (Danmark) | Luzern Publik: 18 000<refname="Rsssf"/> Domare: Gunnar Michaelsen (Danmark) |

|             | 21 april 1971 | England                                            | 3 – 0           | Grekland | Wembley Stadium                                                             |                                                                             |
| 19:45 UTC±0 | 19:45 UTC±0   | Martin Chivers 23′ Geoff Hurst 68′ Francis Lee 87′ | (1 – 0) Rapport |          | London Publik: 55 000<refname="Rsssf"/> Domare: Martti Hirviniemi (Finland) | London Publik: 55 000<refname="Rsssf"/> Domare: Martti Hirviniemi (Finland) |
| 19:45 UTC±0 | 19:45 UTC±0   |                                                    |                 |          | London Publik: 55 000<refname="Rsssf"/> Domare: Martti Hirviniemi (Finland) | London Publik: 55 000<refname="Rsssf"/> Domare: Martti Hirviniemi (Finland) |
| 19:45 UTC±0 | 19:45 UTC±0   |                                                    |                 |          | London Publik: 55 000<refname="Rsssf"/> Domare: Martti Hirviniemi (Finland) | London Publik: 55 000<refname="Rsssf"/> Domare: Martti Hirviniemi (Finland) |

|             | 12 maj 1971 | Schweiz           | 1 – 0           | Grekland | Wankdorf Stadium                                                           |                                                                            |
| 20:15 UTC+1 | 20:15 UTC+1 | Karl Odermatt 73′ | (0 – 0) Rapport |          | Bern Publik: 37 000<refname="Rsssf"/> Domare: Jorwerth Price Jones (Wales) | Bern Publik: 37 000<refname="Rsssf"/> Domare: Jorwerth Price Jones (Wales) |
| 20:15 UTC+1 | 20:15 UTC+1 |                   |                 |          | Bern Publik: 37 000<refname="Rsssf"/> Domare: Jorwerth Price Jones (Wales) | Bern Publik: 37 000<refname="Rsssf"/> Domare: Jorwerth Price Jones (Wales) |
| 20:15 UTC+1 | 20:15 UTC+1 |                   |                 |          | Bern Publik: 37 000<refname="Rsssf"/> Domare: Jorwerth Price Jones (Wales) | Bern Publik: 37 000<refname="Rsssf"/> Domare: Jorwerth Price Jones (Wales) |

|             | 12 maj 1971 | England                                                                         | 5 – 0           | Malta | Wembley Stadium                                                    |                                                                    |
| 19:45 UTC±0 | 19:45 UTC±0 | Martin Chivers 1′, 47′ Francis Lee 41′ Allan Clarke 46′ (str.) Chris Lawler 74′ | (2 – 0) Rapport |       | London Publik: 35 000<refname="Rsssf"/> Domare: Einar Roed (Norge) | London Publik: 35 000<refname="Rsssf"/> Domare: Einar Roed (Norge) |
| 19:45 UTC±0 | 19:45 UTC±0 |                                                                                 |                 |       | London Publik: 35 000<refname="Rsssf"/> Domare: Einar Roed (Norge) | London Publik: 35 000<refname="Rsssf"/> Domare: Einar Roed (Norge) |
| 19:45 UTC±0 | 19:45 UTC±0 |                                                                                 |                 |       | London Publik: 35 000<refname="Rsssf"/> Domare: Einar Roed (Norge) | London Publik: 35 000<refname="Rsssf"/> Domare: Einar Roed (Norge) |

|             | 18 juni 1971 | Grekland                                 | 2 – 0           | Malta | Karaiskakis-stadion                                                 |                                                                     |
| 20:30 UTC+2 | 20:30 UTC+2  | Kostas Davourlis 60′ Kostas Aidiniou 80′ | (0 – 0) Rapport |       | Aten Publik: 15 000<refname="Rsssf"/> Domare: István Zsolt (Ungern) | Aten Publik: 15 000<refname="Rsssf"/> Domare: István Zsolt (Ungern) |
| 20:30 UTC+2 | 20:30 UTC+2  |                                          |                 |       | Aten Publik: 15 000<refname="Rsssf"/> Domare: István Zsolt (Ungern) | Aten Publik: 15 000<refname="Rsssf"/> Domare: István Zsolt (Ungern) |
| 20:30 UTC+2 | 20:30 UTC+2  |                                          |                 |       | Aten Publik: 15 000<refname="Rsssf"/> Domare: István Zsolt (Ungern) | Aten Publik: 15 000<refname="Rsssf"/> Domare: István Zsolt (Ungern) |

|             | 13 oktober 1971 | Schweiz                                | 2 – 3           | England                                                   | St. Jakob-Park                                                        |                                                                       |
| 20:00 UTC+1 | 20:00 UTC+1     | Daniel Jeandupeux 10′ Fritz Künzli 44′ | (2 – 2) Rapport | 1′ Geoff Hurst 12′ Martin Chivers 77′ (sjm.) Anton Weibel | Basel Publik: 55 000<refname="Rsssf"/> Domare: Vital Loraux (Belgien) | Basel Publik: 55 000<refname="Rsssf"/> Domare: Vital Loraux (Belgien) |
| 20:00 UTC+1 | 20:00 UTC+1     |                                        |                 |                                                           | Basel Publik: 55 000<refname="Rsssf"/> Domare: Vital Loraux (Belgien) | Basel Publik: 55 000<refname="Rsssf"/> Domare: Vital Loraux (Belgien) |
| 20:00 UTC+1 | 20:00 UTC+1     |                                        |                 |                                                           | Basel Publik: 55 000<refname="Rsssf"/> Domare: Vital Loraux (Belgien) | Basel Publik: 55 000<refname="Rsssf"/> Domare: Vital Loraux (Belgien) |

|             | 10 november 1971 | England           | 1 – 1           | Schweiz           | Wembley Stadium                                                                   |                                                                                   |
| 19:45 UTC±0 | 19:45 UTC±0      | Mike Summerbee 9′ | (1 – 1) Rapport | 26′ Karl Odermatt | London Publik: 100 000<refname="Rsssf"/> Domare: Constantin Bărbulescu (Rumänien) | London Publik: 100 000<refname="Rsssf"/> Domare: Constantin Bărbulescu (Rumänien) |
| 19:45 UTC±0 | 19:45 UTC±0      |                   |                 |                   | London Publik: 100 000<refname="Rsssf"/> Domare: Constantin Bărbulescu (Rumänien) | London Publik: 100 000<refname="Rsssf"/> Domare: Constantin Bărbulescu (Rumänien) |
| 19:45 UTC±0 | 19:45 UTC±0      |                   |                 |                   | London Publik: 100 000<refname="Rsssf"/> Domare: Constantin Bărbulescu (Rumänien) | London Publik: 100 000<refname="Rsssf"/> Domare: Constantin Bărbulescu (Rumänien) |

|             | 1 december 1971 | Grekland | 0 – 2           | England                            | Karaiskakis-stadion                                                                  |                                                                                      |
| 14:45 UTC+2 | 14:45 UTC+2     |          | (0 – 0) Rapport | 59′ Geoff Hurst 90′ Martin Chivers | Aten Publik: 45 000<refname="Rsssf"/> Domare: José Maria Ortiz De Mendibil (Spanien) | Aten Publik: 45 000<refname="Rsssf"/> Domare: José Maria Ortiz De Mendibil (Spanien) |
| 14:45 UTC+2 | 14:45 UTC+2     |          |                 |                                    | Aten Publik: 45 000<refname="Rsssf"/> Domare: José Maria Ortiz De Mendibil (Spanien) | Aten Publik: 45 000<refname="Rsssf"/> Domare: José Maria Ortiz De Mendibil (Spanien) |
| 14:45 UTC+2 | 14:45 UTC+2     |          |                 |                                    | Aten Publik: 45 000<refname="Rsssf"/> Domare: José Maria Ortiz De Mendibil (Spanien) | Aten Publik: 45 000<refname="Rsssf"/> Domare: José Maria Ortiz De Mendibil (Spanien) |